# Биляр (нос)
Носът Биляр (на английски: Bilyar Point) е заоблен, скалист морски нос на Иванов бряг, остров Ливингстън, вдаващ се 400 m в залива Баркли. Разположен северозападно от леден купол Роч, 1,8 km североизточно от нос Баба Неделя, 4,37 km на изток-североизток от нос Леър и 3,0 km югозападно от нос Роу.
Наименуван е на средновековния град Биляр, столица на Волжка България през XII – XIII век. Името е официално дадено на 15 декември 2006 г.
Картографиране британско от 1968 г., чилийско от 1971 г., аржентинско от 1980 г., испанско от 1992 г., българско от 2005 г. и 2009 г.

## Карти
- L.L. Ivanov et al, Antarctica: Livingston Island, South Shetland Islands (from English Strait to Morton Strait, with illustrations and ice-cover distribution), 1:100000 scale topographic map, Antarctic Place-names Commission of Bulgaria, Sofia, 2005
- Л. Иванов. Антарктика: Остров Ливингстън и острови Гринуич, Робърт, Сноу и Смит. Топографска карта в мащаб 1:120000. Троян: Фондация Манфред Вьорнер, 2009. ISBN 978-954-92032-4-0
- Л. Иванов. Карта на остров Ливингстън. В: Иванов, Л. и Н. Иванова. Антарктика: Природа, история, усвояване, географски имена и българско участие. София: Фондация Манфред Вьорнер, 2014. с. 18 – 19. ISBN 978-619-90008-1-6